# Caudete
Caudete – gmina w Hiszpanii, w prowincji Albacete, w Kastylii-La Mancha, o powierzchni 141,61 km². W 2011 roku gmina liczyła 10 551 mieszkańców.